# Popegg
popegg（ポップエッグ）は、ソニーが2000年9月12日に発売した、PlayStation 2 (PS2) 専用のプリンターの愛称。製品名はMPR-G600A。

## 概要と特徴
PS2のpopegg対応ソフトからの印刷に対応し、WindowsやMac OSといった パソコン には対応してない。プリンター本体はキヤノンのOEM生産で、インクカートリッジ等にも互換がある。
過去にもPlayStation (PS) 専用プリンターやセガサターン専用プリンターといった製品がKOEI等から発売され、話題を呼んだが、どれもプリンターに同梱のソフトが対応しているだけに止まり、用途がかなり限定された商品であった。それに対してpopeggはPS2を開発しているソニー自らが発売したプリンターであり、仕様を公開する事で自社以外の様々なソフトウェアベンダーから対応ソフトウェアが発売されたという点で一線を画している。いわばPS2における標準的なプリンター環境を目指して開発、販売された製品である。popeggの発売に合わせてピクチャーパラダイスと呼ばれるデジタルカメラとのインタフェースに関する仕様も公開された。本体は側面のパネルが着脱出来、外観を変更する事ができたり、カートリッジの動きに合わせて光が左右に移動するなど、遊び心のある設計となっている。
発売当初は多数の対応ソフトが出たpopeggであるが、過去に出たゲーム機専用プリンターと同様に普及することはなく、対応ソフトは1年程度で出なくなっている。なお、類似の商品としては2006年末にエプソンより同社のパソコン向けプリンターである「カラリオ」をPS2と接続してはがきを印刷する『カラリオはがきプリント』(ソフトは2000年12月7日に)が発売されている。

## 主な仕様
- プリント方式 - カラー インクジェット方式
- 最大用紙サイズ - A6
- 解像度 - 360×360 (dpi)
- 受信バッファサイズ - 約1.5MB
- 給紙方式 - オートシートフィーダー
- インターフェイス - USB 1.1
- 対応インク - 専用品 EPI-60B（黒）、EPI-60C（カラー）、EPI-60H（カラー、ユニット）
- 対応インク - 互換品（キヤノン） BCI-21BLACK（黒）、BCI-21COLOR（カラー）、BC-21e（黒、カラー、ユニット）

## ピクチャーパラダイス
ピクチャーパラダイスとは、デジタルカメラをPS2に接続して使用する際のソフトウェア的なインターフェイスに関わる仕様を取りまとめたものである。しかしながら、その仕様自体がオープンなものでは無かった事や、PS2とデジタルカメラを組み合わせて使用する需要に鑑みて、導入を尻込みするメーカーも多く、普及には至らなかった。現在、ピクチャーパラダイスに対応するデジタルカメラは同社のCyber-shot DSC-P1等、サイバーショットシリーズの一部製品のみに止まっており、対応ソフトも少ない。

## Printfan
popeggには、Printfan（プリントファン）と呼ばれるPS2用ソフトウェアが付属する。Printfanはピクチャーパラダイスにも対応しており、これに対応するデジタルカメラで撮影した画像を取り込んで印刷したり、アルバムにまとめて管理するといった機能を持つ。この他、アドレス帳管理機能やプリント倶楽部のような写真シール印刷機能、ハガキ印刷機能等があり、popeggとピクチャーパラダイス対応デジタルカメラを一通り活用できるようになっている。「Printfan」で作成したデータは、PS2用メモリーカードに保存ができる。

## 対応ソフトウェア
- アイレム
  - 激写ボーイ2
- エルゴソフト
  - EG Browser
- アトラス
  - Primal Image FOR PRINTER
- イマジニア
  - マイト アンド マジック デイ・オブ・ザ・デストロイヤー
- アートディンク
  - BASIC STUDIO
  - A列車で行こう2001
- ダズ
  - ヴェルベット ファイル Plus
  - レイクマスターズEX
- ウエップシステム
  - COOL BOARDERS CODE ALIEN
- アイディアファクトリー
  - まみむめ☆もがちょのプリントアワー

等が対応している。発売当初はそれなりに対応ソフトも出たのだが、プリント機能を付加したゲームソフトはともかくとして実用ソフトの類はほとんど売れず、ゲーム雑誌掲載の発売本数は1000本未満のものがほとんどであった。